# (10919) Pepíkzicha
(10919) Pepíkzicha, désignation internationale (10919) Pepikzicha, est un astéroïde de la ceinture principale.

## Description
(10919) Pepikzicha est un astéroïde de la ceinture principale. Il fut découvert le 10 janvier 1998 à l'Observatoire d'Ondřejov par Lenka Šarounová. Il présente une orbite caractérisée par un demi-grand axe de 2,82 UA, une excentricité de 0,02 et une inclinaison de 4,3° par rapport à l'écliptique.

## Compléments